# Малышев, Фёдор Петрович
Фёдор Петрович Малышев (1900 — после 1971) — деятель советских спецслужб, временно исполняющий должность начальника 4-го отдела 2-го управления (Управления особых отделов) НКВД СССР, капитан государственной безопасности (1935).

## Биография
Родился в русской семье крестьянина-бедняка (в анкетах писал, что украинец). Состоял в РКП(б) с марта 1920. Образование получил в начальной сельской школе родной деревни в 1912, затем учился 2 года в высшем начальном училище до 1915. Переписчик в волостном и сельском правлении родной деревни и села Ивановка с апреля 1915 по ноябрь 1917. Затем секретарь сельского ревкома в Ивановке до января 1918. Работал в хозяйстве отца до ноября 1918.
Рядовой-партизан отряда Опанасенко с ноября 1918 по февраль 1919. Секретарь Балкинского волостного ревкома с февраля по июнь 1919. В РККА рядовой отряда ОСНАЗ Лапшина—Шульженко и 10-го Бердянского стрелкового полка с июня по сентябрь 1919. Рядовой-партизан отрядов Геталло и Катко с сентября 1919 до февраля 1920. Вернулся на должность секретаря Балкинского волостного ревкома и являлся им до июня 1920. После чего снова рядовой-партизан группы Щербаня до ноября 1920. И опять секретарь Балкинского волостного революционного комитета с ноября 1920 по май 1921.
В органах ВЧК—ОГПУ—НКВД уполномоченный Запорожской губернской ЧК с мая по август 1921, уполномоченный ЧК в городе Большой Токмак до февраля 1922. Рядовой кавалерийского полка 3-й Крымской стрелковой дивизии с февраля до августа 1922. Уполномоченный Крымской ЧК, ГПУ Крымской АССР с августа 1922 до декабря 1924. Начальник отделения Особого отдела Морских сил обороны Чёрного и Азовского морей с декабря 1924 по сентябрь 1929. Временно исполняющий должность Информационного отдела (ИНФО) Полномочного представительства (ПП) ОГПУ по Крыму с 6 сентября 1929 по 1 апреля 1930, затем начальник ИНФО ПП ОГПУ по Крыму до 30 ноября 1930. Помощник начальника Терского оперативного сектора ГПУ до 1931. Также начальник Пятигорского городского отдела ГПУ с 30 ноября 1930 по 1931. Заместитель начальника Особого отдела ПП ОГПУ по Крыму до 3 декабря 1931. Временно исполняющий должность начальника Особого отдела (ОО) ПП ОГПУ по Крыму до 28 апреля 1932, затем начальник ОО ПП ОГПУ по Крыму до 10 июля 1934. Начальник ОО Управления государственной безопасности (УГБ) Управления НКВД Крымской АССР до 27 декабря 1935. Помощник начальника ОО УГБ УНКВД Западно-Сибирского края с декабря 1935 по 16 мая 1936, затем заместитель начальника до 23 октября 1936. Начальник ОО УГБ УНКВД Ивановской области с 25 ноября по 25 декабря 1936, после чего начальник 5-го отдела УГБ УНКВД Ивановской области с 25 декабря 1936 по 29 июля 1937. В распоряжении отдела кадров НКВД СССР с 29 июля по 20 августа 1937, после чего назначен начальником 7-го отделения 5-го отдела ГУГБ НКВД СССР, где проработал до 28 марта 1938. Сотрудник 3-го отдела 2-го управления НКВД СССР до 20 августа 1938. Временно исполняющий должность начальника 4-го отдела 2-го управления (УОО) НКВД СССР до 29 сентября 1938. Начальник отделения 4-го отдела ГУГБ НКВД СССР до октября 1939. Уволен из НКВД с 31 октября 1939.
Заместитель начальника отдела специальных работ Академии коммунального хозяйства с января по август 1940. Начальник Первого отдела Народного комиссариата (затем министерства) цветной металлургии СССР с августа 1940 по август 1948. Начальник 1-го отдела Министерства металлургической промышленности СССР с августа 1948 по декабрь 1950. Затем снова начальник 1-го отдела Министерства цветной металлургии СССР с декабря 1950 по 5 марта 1953. Опять начальник 1-го отдела Министерства металлургической промышленности СССР с 5 марта 1953 по 8 февраля 1954. Вновь вернулся на должность начальника 1-го отдела Министерства цветной металлургии СССР 8 февраля 1954, упоминается как работающий на этой должности в августе 1954.
Арестован 13 апреля 1956, осуждён Военным трибуналом Московского военного округа 2 декабря 1957 по ст. 58-7 УК РСФСР на 15 лет ИТЛ. Освобождён по отбытии срока 13 июня 1971. Не реабилитирован.

### Адрес
Проживал в Москве, вселился в квартиру репрессированного торгпреда СССР в Японской империи в дом № 5 по улице Каляевской.

### Звания
- капитан государственной безопасности, 25.12.1935.

### Награды
- знак «Почётный работник ВЧК—ГПУ (XV)», 20.12.1932;
- орден Красной Звезды, 19.12.1937;
- медаль «XX лет РККА», 22.02.1938;
- 4 медали.